# Jan Kvíčala
Jan Kvíčala (en français connu également sous l’orthographe Kviczala), né le 6 mai 1834 à Mnichovo Hradiště et mort le 10 juin 1908 à Potštejn, était professeur de langues classiques à l’Université de Prague et homme politique tchèque. Étudiant brillant en langues classiques, Jan Kvíčala obtint une bourse du ministère en 1856 et il partit à Bonn. Après son retour à Prague en 1859, il devint maître de conférences et la même année professeur suppléant avant d’être confirmé en tant que professeur titulaire de langues classiques en 1867. Son intérêt portait notamment sur la syntaxe gréco-latine et sur les traductions (Hérodote, Salluste). En 1874, il fonda avec Jan Gebauer et Jindřich Niederle la première revue scientifique tchèque de philologie classique et slave : « Listy filologické a paedagogické » (« Revue philologique et pédagogique ») dont il devint le rédacteur en chef. En 1887, il quitta la rédaction après avoir rejoint les défenseurs de la thèse selon laquelle les manuscrits de Dvůr Kralové et de Zelená Hora étaient authentiques. Dans sa vie politique, il a entre autres réussi à obtenir la séparation linguistique de l’Université : il existait désormais deux entités pour chaque faculté ; l’une tchèque et l’autre allemande.

## Œuvres
- Příspěvky k dějinám lyrického a tragického básnictví řeckého (1908)
- Kritické a exegetické příspěvky k Platonovým rozmluvám : Faidros, Gorgias (1896)
- Kritické a exegetické příspěvky k Platonovým Rozmluvám. II., Protagoras, Symposion (1897)
- Beiträge zur Kritik und Exegese der taurischen Iphigenia des Euripides (1859)